# Огульчанск
Огульчанск (укр. Огульчанськ) — село в Краснодонском районе Луганской области.
Входит в Пархоменковский сельский совет.

## Географическое положение
Соседние населённые пункты: сёла Новокиевка на севере, Пархоменко, Хорошилово, Кружиловка на северо-востоке, Давыдо-Никольское на востоке, Ивановка, Водоток и Радостное на юго-востоке, Белоскелеватое и Габун на юге, Лысое, Комиссаровка и посёлок Новосветловка на юго-западе, сёла Валиевка и Вишнёвый Дол на западе, Лобачёво, Николаевка, Бурчак-Михайловка, Пионерское, Хрящевка на северо-западе.

## История
В июле 1995 года Кабинет министров Украины утвердил решение о приватизации находившегося здесь совхоза «Мир».
По переписи 2001 года население составляло 757 человек.
С весны 2014 года — под контролем Луганской Народной Республики.

## Местный совет
94450, Луганская обл., Краснодонский р-н, с. Пархоменко, ул. Ленина, 12а; тел. 99-2-34